# Таласская битва
Би́тва на реке Тала́с  (кит. 怛羅斯會戰, араб. معركة نهر طلاس‎, перс. نبرد طراز‎‎; Атлахская битва) — сражение, произошедшее в июле 751 года на реке Талас, в приграничных районах современных Казахстана и Кыргызстана, предположительно у города Тараза или Атлаха между войсками Аббасидского халифата и карлуков с одной стороны, и армией танского Китая за контроль над Средней Азией. Результатом битвы стала победа Аббасидов и их союзников, что положило начало распространению ислама в Мавераннахре и Центральной Азии, а также арабскому влиянию на участках Великого шёлкового пути в регионе.

## Месторасположение
Точное место битвы не известно, считается, что она произошла на границе современных Казахстана и Кыргызстана — недалеко от Тараза и Таласа. Китайское имя Далуози (怛羅斯, Талас), впервые встречается в записях Сюаньцзана. Ду Хуан разместил город недалеко от западного стока реки Чу.

## Предыстория

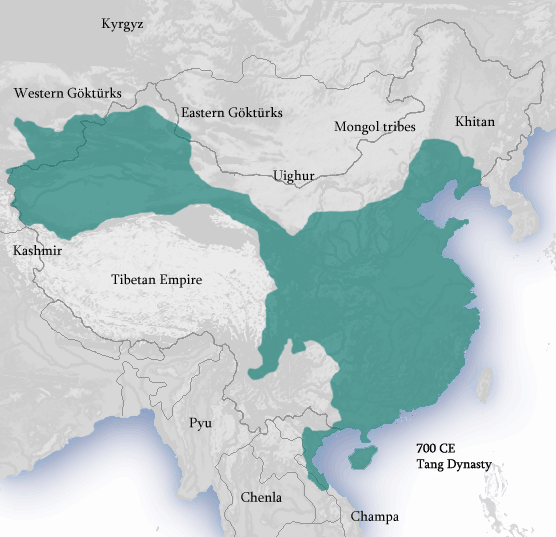
Империя Тан в 700 г. Захваченные западные территории соединены с основными владениями длинным и узким горным проходом Хэси

Города-оазисы на Шелковом пути в Центральной Азии когда-то контролировались тюргешами, но во второй половине VII в. тюркская племенная конфедерация погрузилась в хаос. Танская императрица У Цзэтянь в рамках экспансии во Внутреннюю Азию в 692 г. вернула себе контроль над Таримской впадиной у Тибетской империи, города-оазисы стали основным источником дохода казны её страны. В 705 году наместник Хорасана Кутайба ибн Муслим повёл войска халифата на завоевание городов Шёлкового пути, пользуясь распрями тюргешей. Халифат покорил Бухару и Самарканд, в то время как Сулук начал объединять племена. В 715 году Арслан-тархан стал правителем Ферганы с помощью Омейядов и тибетских солдат. Свергнутый правитель бежал в контролируемую Тан Кучу, в ответ на его просьбу присланыне 10 тыс. танских солдат восстановили его в Фергане. В 717 г. арабы при поддержке Тибетской империи осадили город-оазис Аксу в Таримской котловине, но потерпели здесь поражение от танских войск.

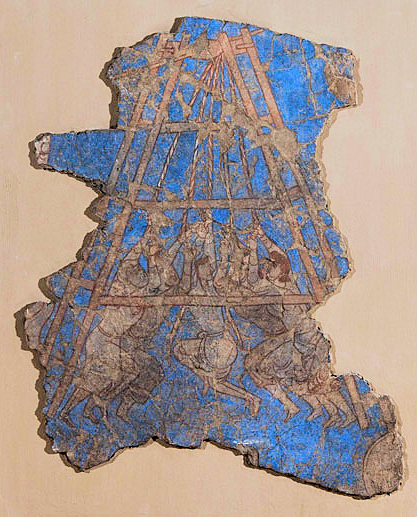
Осада арабами Самарканда (Фрески Пенджикента, до 722 г.)

В 715 году император отклонил требование вождя тюргешского племени Сулука признать его каганом, вместо этого предложив ему звание гуна танской армии. В ответ Сулук вторгся в Таримскую котловину вместе с Тибетской империей, но они были вытеснены кавалерией Ашина Ксиана. Сулук и его солдаты-каганы регулярно оспаривали контроль Омейядов и Тан над городами-оазисами, но перед смертью они потерпели поражение от Тан (736 г.) и от мусульман (737 г.). В то же время племена тюргешей основали металлургическую промышленность в контролируемой Тан Ферганской долине. Федерация трех тюргешских племен с поселениями в горах Тянь-Шаня Карлуки были производителями и экспортерами железного оружия в Тибетскую империю и династию Тан.
В 747 году успешно воевавший с Тибетской империей в горах Памир генерал Гао Сяньчжи установил контроль над областью Гилгита. В начале 748 года персидский полководец Аббасид Абу Муслим оккупировал столицу Великого Хорасана Мерв, и продолжал Аббасидскую революцию, отправив на запад армии из мусульман и немусульман. Через два года в битве на Большой Забе аббасиды победили, и в Великой мечети Куфа был провозглашён калифом Абуль-Аббас ас-Саффах. Оба полководца в конечном итоге встретятся в 750 году, когда города Шелкового пути Ташкент и Фергана в ходе борьбы друг с другом обратились за поддержкой к своим покровителям. Гао Сяньчжи после осады захватил аббасидский Ташкент, бежавший из города Зияд ибн Салих сбежал в Самарканд, где собрал войска и пошел на восток для борьбы с Тан. В Фергане Гао начал пополнять войско за счёт карлуков.

## Сражение
Нельзя точно оценить размер участвовавших в сражении армий. Китайские источники оценивали войско аббасидов в 200 тыс. с учётом союзного контингента тибетцев. Арабские хронисты оценивали китайское войско и их союзников в 100 тыс., хотя их китайские коллеги пишут про 10 тыс. китайцев и 20 тыс. курлукских наёмников. Самый ранний источник о битве Тундянь (801 г. н. э.) пишет о 30 тыс. погибших, книга Тан (945 г. н. э.) — 20 тыс. Первым о битве с арабской стороны в «Полном своде всеобщей истории» 1231 г. написал Ибн аль-Асир, по его данным в сражении погибло 50 тыс. и было взято в плен 20 тыс. китайцев.
В июле 751 года мусульманские силы вступили в борьбу с объединённой армией Тан и карлукских наёмников на берегах реки Талас. Поражение китайцев вызвали измена наёмников и отступление союзного контингента из Ферганы. Карлуки напали на прежних союзников с флангов, пока аббасиды атаковали с фронта.
Китайцы не смогли удержать позиции, и Гао Сяньчжи удалось сбежать при помощи соратника Ли Сийе. Из примерно 10 тыс. солдат Тан только 2 тыс. удалось вернуться в имперские пределы Центральной Азии. Несмотря на проигрыш в битве, Ли нанес серьёзные потери преследующим арабам.

## Последствия
Согласно одному из немногих арабских источников — тексту Шамсуддину аль-Мукаддаси, Абу Муслим взял в плен 25 тыс. китайцев и захватил их военный лагерь. Полководец готовил свои силы и технику для дальнейшего продвижения, когда к нему пришло письмо от халифа Абуля-Аббаса ас-Саффаха о назначении наместником Хорасана.
Победа при Таласе не имела стратегического значения, ибо арабы не продвигались вперёд. Небольшое меньшинство карлуков обратилось в ислам после битвы, но большинство сохраняло свою веру до середины X в. и создания Сатуком Богра-ханом Караханидского государства.
Халиф аль-Саффах умер в 752 г., китайские источники пишут об отправляемых его преемником аль-Мансуром дипломатических делегаций в Китай, которые были известны как Khayi Tashi (чёрная одежда). Вскоре после битвы при Таласе внутреннее восстание Ань-Лушаня и последующие выступления полевых командиров дали арабам возможность для дальнейшего продвижения в Центральной Азии, поскольку тибетцы захватили регион между арабами и Китаем. Восстание Ань Лушаня длилось с 755 по 763 г., вынудив Тан вывести армию из Синьцзяна, что дало региону около 100 лет свободы и положило конец присутствию китайцев в Центральной Азии. В 756 году Аль-Мансур послал 3 тыс. наёмников для помощи в подавлении мятежа императору Сюань-цзуну. В 760 г. восставшие китайские войска под командованием Тянь Шэнгуна устроили в Янчжоу резню арабских и персидских купцов.
Династия Тан восстановила свою силу через десятилетия после восстания Лушаня, продолжая завоевательные походы вроде уничтожения в Монголии Уйгурского каганата в 840—847 гг. Окончательное ослабление произошло из-за восстания Хуан Чао в 874—884 гг., опустошившим не только север, но и в южный Китай (чего Лушань не сделал из-за неудачной осады Суйяна). Армия мятежников на юге Китая совершила в 878—879 гг. резню в Гуанчжоу иностранных торговцев (арабов, персов, зороастрийцев, евреев и христиан), захватив две имперские столицы. Средневековый китайский источник писал, что Хуан Чао убил 8 млн. Несмотря на поражение Хуан Чао, императоры Тан потеряли свою власть из-за региональных цзедуши и бывшего лейтенанта Хуан Чао Тай-цзу, который сделал императоров своими марионетками и сверг в 907 г. последнего из них. После этого в Китае началась гражданская война и анархия.
Тибетская империя начала атаковать Китай, её армия также отвоевала у индийцев земли в Гиндукуше и Памире, а также оказало помощь во второй половине VIII в. в создании в восточной Индии империи Пала. Только во времена халифа Харуна ар-Рашида (пр. 786—806 гг.) тибетцы были вынуждены защищать свои западные владения от союзных империи арабов, а земли у Шёлкового путя — от уйгуров. Карлуки расширили свои поселения вокруг гор Тянь-Шань, а также поселились на запад в контролируемых Ферганой и Тохаристаном землях арабов. Железное оружие продолжало экспортировать в Тибет и Китай по шёлковому пути между Кучей и Аксу возле Таримской впадины. Арабские источники пишут, что в Аксу и Фергане в X в. были рынки для торговцев оружием.

Распространение буддизма на Великом шёлковом пути

Талас находится в современном Кыргызстане и был частью Шёлкового пути: из Дуньхуана в Китае, вдоль края пустыни Такла-Макан, проходя через города-оазисы, такие как Куча, дороги проходили через регионы под контролем арабов под названием Мавераннахр. Шёлковый путь в Мавераннахре шёл через Талас, Ташкент, Самарканд и Хорезм. Далее, поворачивая на юг, он вёл через Кундуз в современном Афганистане, через Памир через Куляб и Балх в Бактрии, а оттуда в Индию по пути через Бамиан на Гиндукуш. Мусульманское влияние на этих шёлковых дорогах Центральной Азии началось в VIII веке, одним из ключевых событий была битва при Таласе. До чего буддисты контролировали большую часть дорог. Буддизм Центральной Азии пришёл в упадок после битвы при Таласе.
После восстания Лушаня дипломатический обмен между буддийскими царствами Индии и династией Тан почти прекратился. До этого момента, между 640 и 750 гг. имперский двор регулярно посещали их дипломаты, часто — вместе с буддийскими монахами. Китайский буддизм превратился в независимую религию с различными духовными элементами. В Китае появились буддийские традиции, такие как школа чистой земли и дзен. Китай стал центром буддизма Восточной Азии посредством канона, поскольку религия распространилась оттуда в Японию и Корею. Битва за Талас не ознаменовала конец буддизма или китайского влияния в регионе. В 1141 г. буддийское Каракитайское ханство победил мусульман-сельджуков и караханидов в битве при Катване, завоевав в этом веке большую часть Центральной Азии у исламского Караханидского государства. Сам Китай продолжал пользоваться уважением в регионе, в том числе среди мусульман, его язык был основным официальным языком ханства Каракитайских властителей мусульмане называли «китайцами».

## Современные историки
Среди самых первых о важности битвы заявил русский историк Василий Бартольд, по которому: 
«Предыдущие арабские историки, занятые повествованием о событиях, которые происходят в Западной Азии, не упоминают эту битву; но это несомненно имеет большое значение в истории (западного) Туркестана, поскольку она определяла вопрос, какой из двух цивилизаций, китайской или мусульманской, должно преобладать на земле (Туркестана)».
Потерю 8 тыс. солдат империи можно сравнить с размером её войска в 500 тыс. до старта мятежа Лушаня. По словам Бартольда, ни главный источник первых трёх веков ислама Ибн Джарир ат-Табари, ни другие ранние исторические произведения арабов не упоминают об этом. Тем не менее, утверждение Атира подтверждено китайской Историей династии Тан.
Профессор Денис Синор считал, что с превосходством Китая в Центральной Азии покончила не битва при Таласе, а разрушение западно-тюркского каганата.
Китайский историк ислама Бай Шоуи писал, что на фоне битвы при Таласе Тан также послало армию из города Шибао в Цинхайе в Суяб и консолидировало контроль над Тургешем. По его словам, китайская экспансия в Центральной Азии не остановилась. Через два года сменивший Гао Сяньчжи Фенг Чанцинг захватил Кашмир и Гилгит. В 753 г. Ташкент восстановил свой вассальный статус, когда Тан дало титул его правителю. Шоуи также утверждал, что китайское влияние к западу от гор Памир не прекратилось: зависимые от арабов центральноазиатские государства, такие как Самарканд, продолжали просить у них военной помощи и в 754 году, в то время как девять царств Западного Туркестана отправляли петиции в Тан для атаки на арабов, от чего империя отказывалась десятилетиями. Участвовавшая в битве на стороне арабов Фергана выставила свой контингент к вспомогательным войскам Центральной Азии, которые в 756 г. вошли в Ганьсу в ходе подавления мятежа Ань Лушаня. Шоуи также отметил, что отношения между китайцами и арабами не ухудшились — как и их предшественники с 652 г., Аббасиды продолжали непрерывно отправлять посольства в Китай, между 752 и 798 гг. зафиксировано тринадцать дипломатических подарков.
Профессор Сюэ Зонгжэн пришел к выводу, что, кроме передачи бумаги, нет никаких свидетельств наступивших после битвы геополитических или демографических изменений. По его версии, влияние Тан на Центральную Азию даже укреплялось после 751 г., и что через четыре года 755 году оно достигло пика. Несколько факторов после битвы были признаны им произошедшими до 751 г. Карлуки после битвы больше не выступали против китайцев, 22 октября 753 г. их правитель Тонга Бильге получил при китайском дворе титул кагана.

## Производство бумаги

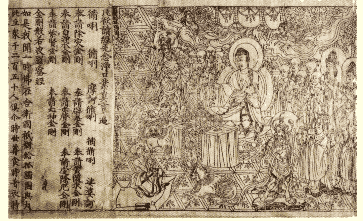
Алмазная сутра, отпечатанная в мае 868 года. Самая старая обнаруженная печатная книга

Высококачественная бумага производилась в Центральной Азии на протяжении веков; сохранилось бумажное письмо IV в. самаркандского торговца. Согласно арабским источникам, в исламском мире производство бумаги попало с китайскими военнопленными, которые были знакомы с этими технологиями и после сражения осели на землях халифата; китайские источники молчат об этом. Тем не менее захваченный после сражения Ду Хуан после возвращения в Китай опубликовал книгу о своём путешествии (Jingxingji, 经行记), где писал, что находившиеся в Центральной Азии пленные китайские солдаты практиковали традиционные в Китае ремёсла, вроде производства шёлка. Тем не менее бумага по-настоящему распространилась в исламском мире в 794—795 гг. после постройки в Багдаде бумажной фабрики, после чего бумага начала вытеснять папирус.

## Значение
Описания сражения в источниках отличаются сухостью, обе стороны считали его своей победой, и историки расходятся в своих оценках его значения. Вслед за Василием Бартольдом советские и среднеазиатские учёные настаивают на всемирно-историческом значении Таласского сражения как грандиозного столкновения цивилизаций, однако китайские и некоторые западные учёные видят в битве не более чем рядовую пограничную стычку. В числе последствий битвы называют следующие:
- Был положен предел продвижению арабов на восток.
- Ислам начал распространяться среди тюркских народов.
- Карлуки создали независимое государство.
- Технология производства бумаги через китайских военнопленных проникла на Запад.
- Уйгуры восстановили своё государство в Восточном Туркестане.
- Танская империя начала приходить в упадок, и китайское распространение на запад было остановлено почти на 1000 лет.
- Китайская экспансия в Среднюю Азию остановилась[52].

Вне зависимости от оценки значения Таласской битвы, геополитические перемены на западе Средней Азии были вызваны упадком династии Тан, который стал следствием ряда внутренних экономических и социальных причин, включая грандиозный мятеж Ань Лушаня.